# Classic Grand Besançon Doubs 2021
De 1e editie van de wielerwedstrijd Classic Grand Besançon Doubs vond plaats op 3 september 2021. De start vond plaats in Besançon en de finish lag in Marchaux. De race werd gewonnen door Biniam Girmay. De sprint voor de overwinning was tussen vijf renners. Girmay versloeg hier onder andere Andrea Vendrame (2e) en de Fransman Axel Zingle (3e). 
De race vond eenmalig in september plaats. Dit was vanwege de coronapandemie. De volgende edities van deze wedstrijd zullen plaatsvinden medio april.

## Uitslag
| Plaats  | Naam              | Ploeg                       | tijd     |
| ------- | ----------------- | --------------------------- | -------- |
| Winnaar | Biniam Girmay     | Intermarché-Circus-Wanty    | 4u10'20" |
| 2       | Andrea Vendrame   | AG2R-Citroën                | z.t.     |
| 3       | Axel Zingle       | Cofidis                     | z.t.     |
| 4       | Nairo Quintana    | Arkéa Samsic                | z.t.     |
| 5       | Thibaut Pinot     | Groupama-FDJ                | z.t.     |
| 6       | Luca Chirico      | Androni Giocattoli-Sidermec | +35"     |
| 7       | Denis Nekrasov    | Gazprom-RusVelo             | +37"     |
| 8       | Matis Louvel      | Arkéa Samsic                | +45"     |
| 9       | Anthony Maldonado | Saint Michel-Auber 93       | z.t.     |
| 10      | Tom Paquot        | Bingoal Pauwels Sauces WB   | z.t.     |

2021 · 2022 · 2023 · 2024